# Lázaro Cárdenas (La Veintiocho)
Lázaro Cárdenas, la veintiocho o La Veintiocho es una localidad mexicana, del municipio de Mexicali, Baja California, enclavada en la delegación Guadalupe Victoria perteneciente a la zona del Valle de Mexicali. Según el censo del 2010 realizado por el INEGI, la población en aquel momento ascendía a 2,388 habitantes. Se ubica en las coordenadas 32° 22′ 24″ de latitud norte y 115°03'55" de longitud oeste. La carretera estatal n.º 3 recorre el poblado de norte a sur, esta es una de las principales vías del municipio ya que entronca en su extremo norte con la carretera federal n.º 2 a la altura de Batáquez y al sur comunica con Ciudad Guadalupe Victoria que es la principal localidad del Valle de Mexicali.
El nombre de esta localidad es en honor al expresidente de México: Lázaro Cárdenas del Río, y es homónima de una localidad ubicada más al norte, en la delegación Benito Juárez apodada localmente como: “El Cárdenas”, también motejada por algunos de sus residentes y por el INEGI como:  “La Mosca”. El apodo o complemento a su nombre: “La Veintiocho”, proviene del hecho de que esta población está muy cerca de la compuerta número 28 de un canal de irrigación local.